# 圣斯德望圣殿 (新奥尔良)
圣斯德望圣殿（Basilica of St. Stephen）位于美国新奥尔良上城，是一座罗马天主教次级宗座圣殿，隶属于天主教新奥尔良总教区的善牧堂区，附设有一所学校。
该堂为新奥尔良市的一处历史地标。
圣斯德望堂由遣使会神父创建于1849年。目前的教堂建于1871-1887年，1888年1月1日祝圣。建筑师 Thomas W. Carter ，采用哥特复兴风格，设有玫瑰窗。1979年，这是新奥尔良的第二大教堂，仅次于圣若瑟堂。 花窗玻璃来自慕尼黑。

2022年5月12日，教宗将该堂升格为次级宗座圣殿。 这是天主教新奥尔良总教区的第二座宗座圣殿，第一座是圣王路易圣殿主教座堂。路易斯安那州的第三座宗座圣殿则是纳基托什的圣母无玷始胎圣殿（Basilica of the Immaculate Conception）。